# Sangha, Burkina Faso
Sangha  là một tổng của tỉnh Koulpélogo ở phía đông Burkina Faso. Thủ phủ của tổng này là thị xã Sangha. Theo điều tra dân số năm 1996, tổng này có dân số 53.621 người .

## Các thị xã và các làng
- Sangha (8 536 dân) (thủ phủ)
- Biguimnoghin (651 dân)
- Dabodin (633 dân)
- Daboulga (700 dân)
- Dagomkom (1 828 dân)
- Diougo (1 435 dân)
- Ganzaga (636 dân)
- Goghin, Koulpélogo (1 030 dân)
- Gouadiga (1 028 dân)
- Idani (7 000 dân)
- Kandoure (515 dân)
- Kaongo (1 095 dân)
- Kombilga (2 783 dân)
- Koyenga (1 078 dân)
- Longo (2 546 dân)
- Naba-Dabogo (2 516 dân)
- Ouedogo (1 293 dân)
- Sangha-Peulh (1 408 dân)
- Sangha-Yarcé (1 446 dân)
- Sankanse (1 104 dân)
- Tabe (1 343 dân)
- Tampaologo (665 dân)
- Tankoaga (2 864 dân)
- Taram-Noaga (4 511 dân)
- Yourga (1 296 dân)
- Yourkoudghin (982 dân)